# Boskovštejn
Boskovštejn település Csehországban, a Znojmói járásban. Boskovštejn Grešlové Mýto, Jiřice u Moravských Budějovic, Jevišovice, Prokopov, Bojanovice, Pavlice és Střelice településekkel határos. Lakosainak száma 190 fő (2024. január 1.).

## Népesség
A település lakosságának változását az alábbi diagram mutatja:
| Lakosok száma | 403  | 478  | 440  | 363  | 237  | 144  | 151  | 153  | 161  | 190  |
|               | 1869 | 1900 | 1921 | 1961 | 1980 | 2011 | 2016 | 2019 | 2021 | 2024 |